# الیزا بتل
الیزا بتل (به انگلیسی: Eliza Battle) یک کشتی بود. این کشتی در سال ۱۸۵۲ ساخته شد.